# 처키 (DJ)
처키(영어: Chuckie, DJ Chuckie, 1978년 6월 25일 ~)는 네덜란드와 수리남을 중심으로 활동하는 수리남 출신의 디스크자키이자, 음악 프로듀서이며, 본명은 클뤼더 세르히오 나라인(네덜란드어, 파피아멘토어: Clyde Sergio Narain)이다.